# Wiener Straße (Schwechat)
Die Wiener Straße ist eine wichtige Durchzugstraße in der Stadtgemeinde Schwechat. Sie ist eine Landesstraße B und Teil der Budapester Straße B10.

## Lage
Die Wiener Straße verläuft in Fortsetzung der Bruck-Hainburger Straße vom Zentrum Schwechats beim Hauptplatz im Osten bis zur Stadtgrenze zu Wien im Westen, wo sie sich in der Simmeringer Hauptstraße fortsetzt. Sie überquert den Kalten Gang und die Schwechat um in weiterer Folge den Stadtteil Kleinschwechat in nordwestlicher Richtung zu durchqueren. Die Grenze zu Wien, die identisch mit den Geleisen der Bahn nach Wolfsthal, der ehemaligen Preßburger Bahn, ist, wird durch eine Straßenunterführung überschritten.

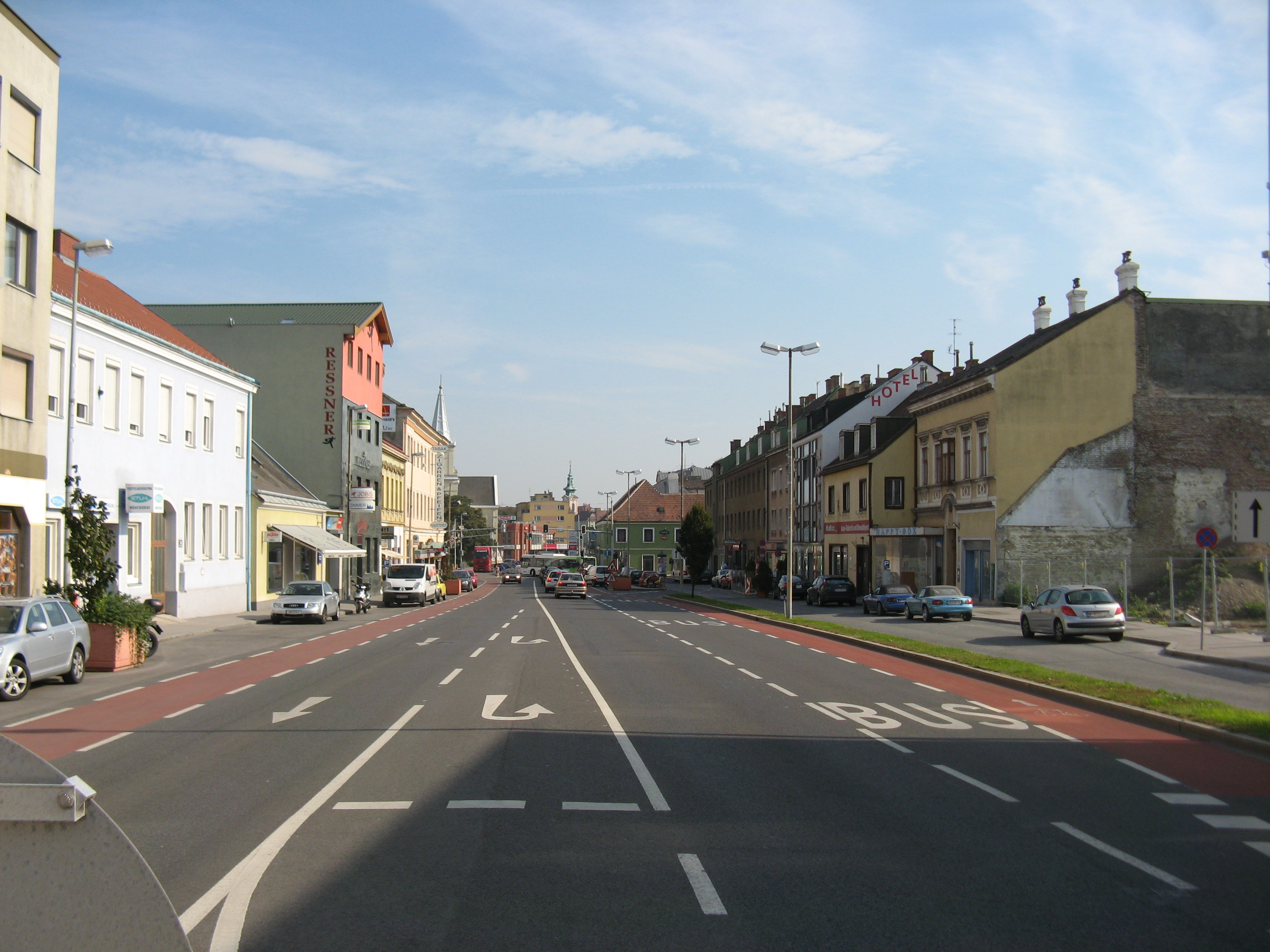
Wienerstraße nach Osten

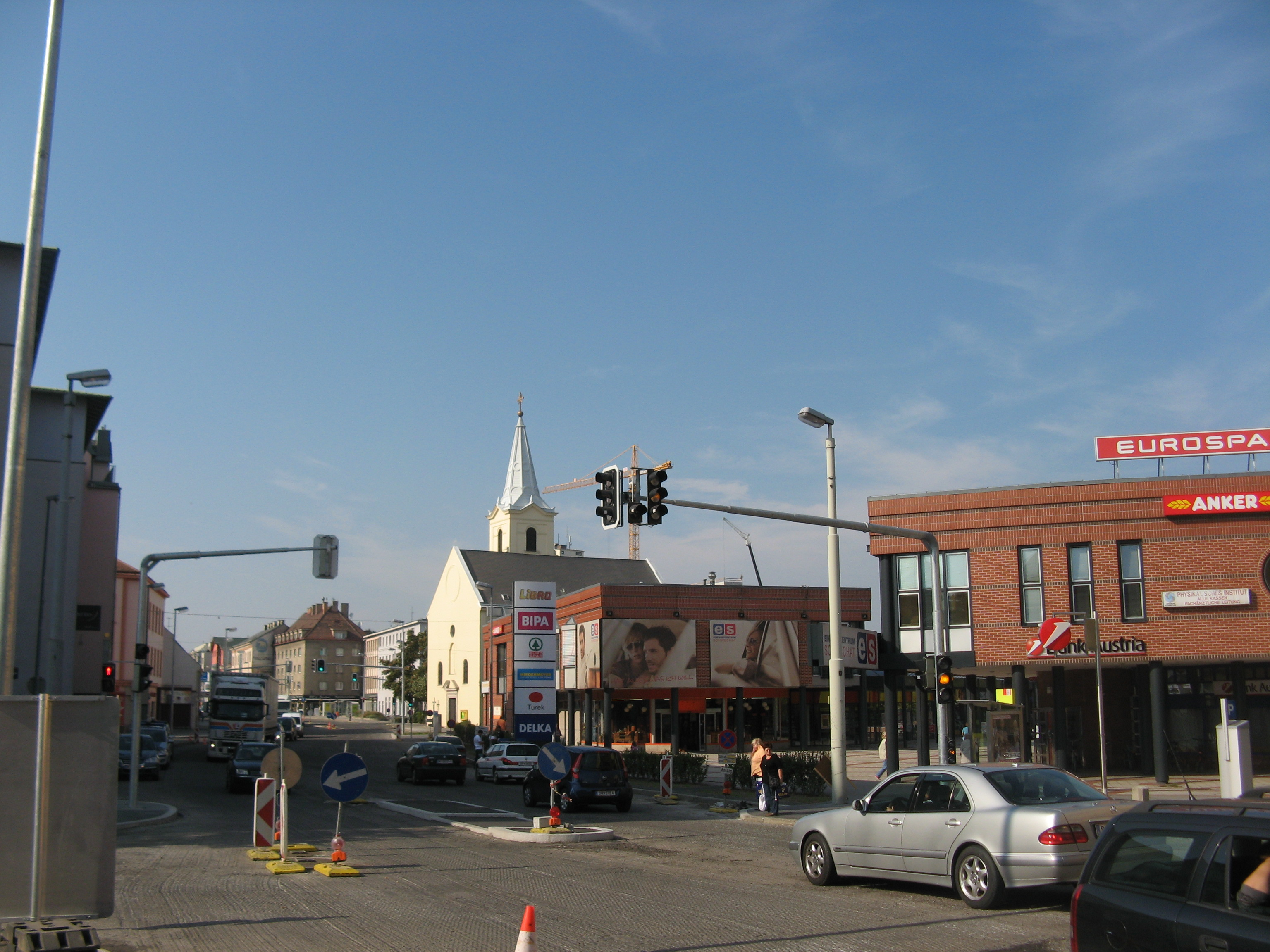
Bereich bei Wienerstraße 12–16 mit Einkaufszentrum, dahinter Dreifaltigkeitskirche

## Verkehr
Die Wiener Straße ist einer der wichtigsten Verkehrswege Schwechats. Er stellt die Verbindung mit Wien her und ist die historische Verkehrsachse Kleinschwechats. Über die Wiener Straße gelangt man in weiterer Folge von Wien zum Flughafen Wien, nach Hainburg an der Donau und nach Bruck an der Leitha bzw. nach Ungarn. Der starke Autoverkehr konnte erst durch die Schaffung der Ost Autobahn und der Wiener Außenring Schnellstraße S1 auf der Wiener Straße reduziert werden. Da es sich um einen historischen Verkehrsweg handelt, ist der Verlauf und die Baulinie der Wiener Straße unregelmäßig. Die Straße verfügt über Radfahrstreifen in beide Fahrtrichtungen. Zahlreiche öffentliche Verkehrsmittel erschließen die Wiener Straße. Die Wiener Linien führen die Autobuslinie 71A von Kaiserebersdorf bzw. vom Wiener Zentralfriedhof (Endstationen der Straßenbahnlinien 6 bzw. 71) auf der Wiener Straße nach Schwechat. Die S-Bahn-Linie S7 hat an der Stadtgrenze zwischen Wien und Schwechat die Haltestelle Wien Kaiserebersdorf (früher Klein Schwechat). Innerhalb Schwechats verkehren mehrere Autobuslinien über die Wiener Straße.

## Verbauung
Die ursprüngliche dörfliche Verbauung der Wiener Straße mit eingeschoßigen Häusern ist nur mehr teilweise erhalten. Die meisten Gebäude sind dreigeschoßig, stammen vom Ende des 19. Jahrhunderts und wurden nach 1945 verändert und adaptiert, großteils durch Geschäfte. Diese durchgehende Verbauung reicht bis an die Dreherstraße und Mautner-Markhof-Straße. Das weitere Straßenstück bis zur Wiener Grenze wird durch die Straßenunterführung der Hauptfahrbahnen bestimmt, neben denen rechts und links Nebenfahrbahnen verlaufen, die vor den Bahngeleisen enden und die Zufahrt zu einigen Gebäuden ermöglichen. Auf der linken Straßenseite erstreckt sich das Gelände der Brauerei Schwechat. Im mittleren Bereich der Straße befindet sich ein modernes Einkaufszentrum mit einem stufenförmigen Brunnen, sowie weitere nach 1945 errichtete Gebäude (z. B. Polizeidirektion, Volksbank).

### Nr. 3 Bürgerhaus
Das unscheinbare zweigeschoßige Bürgerhaus mit Korbbogenportal und platzlgewölbter Einfahrt aus der Zeit um 1800 stammt im Kern aus dem 17. Jahrhundert. Im Hof befinden sich noch Fenster mit gekehlten Sohlbänken aus dem 17. Jahrhundert.

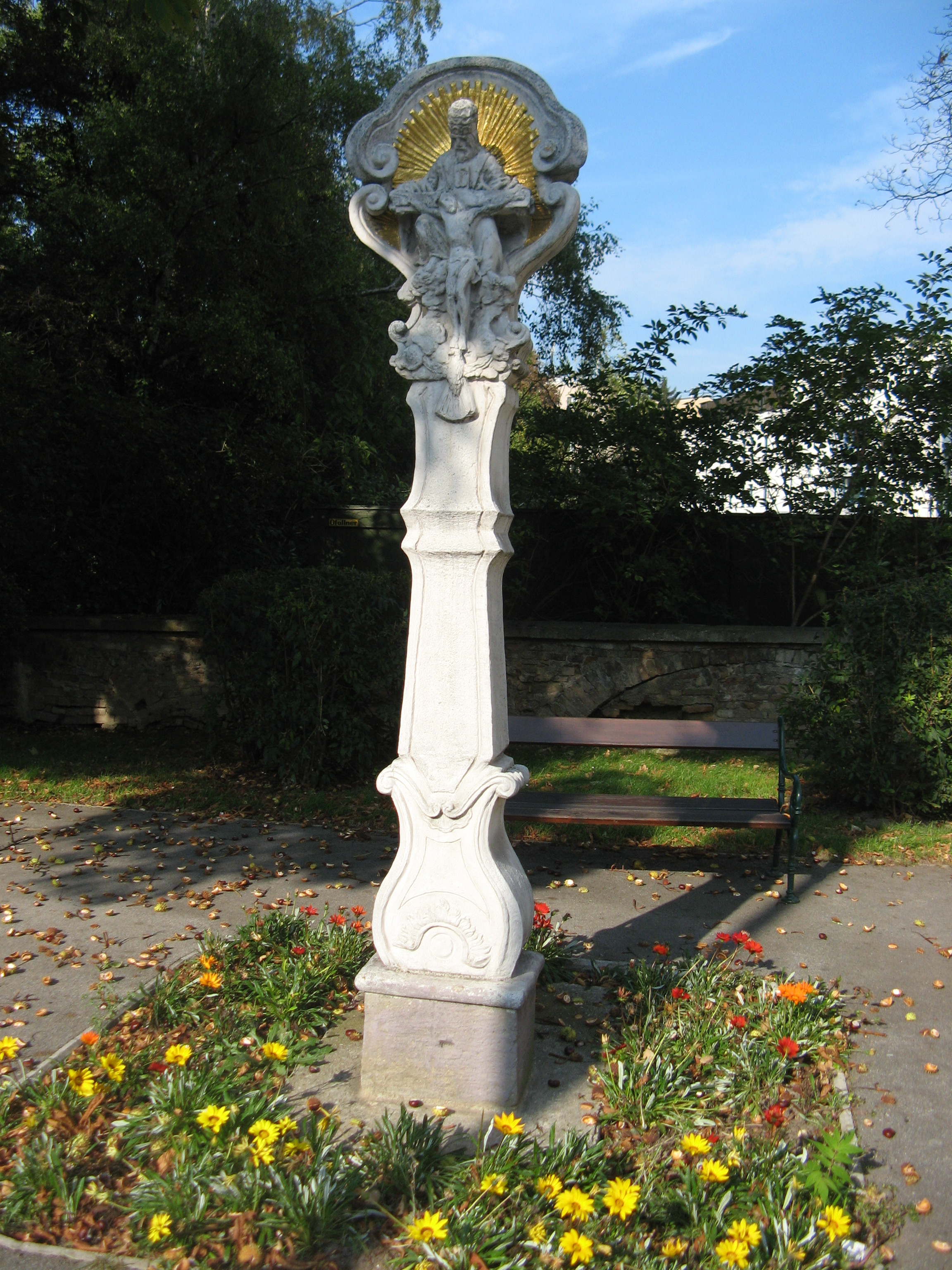
Dreifaltigkeitssäule neben der Schwechatbrücke

### Brücke über die Schwechat
Vor der Brücke über die Schwechat steht auf der rechten Seite ein barocker Bildstock mit der Darstellung der heiligen Dreifaltigkeit. Auf der linken Seite, bereits zum Rathauspark gehörend, befindet sich an der Uferpromenade die Statue des heiligen Johannes Nepomuk auf einem geschweiften Wappensockel aus der Mitte des 18. Jahrhunderts.

### Nr. 10 Mosaike
An der zur Schwechat gekehrten Hauswand des modernen Wohnhauses befinden sich 4 großformatige Mosaikbilder mit Reiterdarstellungen.

### Nr. 18 Dreifaltigkeitskirche
Die ehemalige Kapuzinerkirche wurde kurz vor 1700 erbaut. Nach Verwüstungen während der Franzosenkriege wurde das Kapuzinerkloster aufgehoben und die Kirche wieder instand gesetzt, wobei Teile der bisherigen Kleinschwechater Kirche Maria am Anger hierher transferiert wurden. Seither wurde die Kirche auch als Liebfrauenkirche bezeichnet. Die Dreifaltigkeitskirche ist seit 1815 Filialkirche der Pfarre Schwechat. Der Kirchturm wurde im 19. Jahrhundert erbaut. „Seit 1998 gibt es in Österreich eine äthiopisch-orthodoxe Gemeinde, die ihre Gottesdienste in Schwechat (Dreifaltigkeitskirche, Wiener Str. 18) feiert.“ (Ökumenischer Rat der Kirchen in Österreich: Äthiopisch-orthodoxe Kirche ist neues ÖRKÖ-Mitglied) Derzeit befindet sich im Anbau der Kirche ein serbischer Kultur- und Sportverein.

### Nr. 19 Haus
Das zweigeschoßige, an der Fassade erneuerte Haus aus der 2. Hälfte des 18. Jahrhunderts weist ein Walmdach und an der Straßenseite ein Korbbogenportal auf. Der kreuzgratgewölbte Flur und die zum Teil gewölbten Räume im Erdgeschoß stammen noch aus der Zeit um 1600.

### Nr. 21 Gasthof
Der Gasthof mit der stark veränderten siebenachsigen Fassade besitzt ein Hauszeichen aus der 2. Hälfte des 18. Jahrhunderts.

### Nr. 29 Wohnhaus
Das zweigeschoßige späthistoristische Wohnhaus mit neobarockem Fassadendekor besitzt einen markanten Mittelerker. Am Gebäude befindet sich eine Gedenktafel für den 1820 im Vorgängerbau geborenen Schwechater Maler Anton Schrödl, mit dessen Porträtrelief.

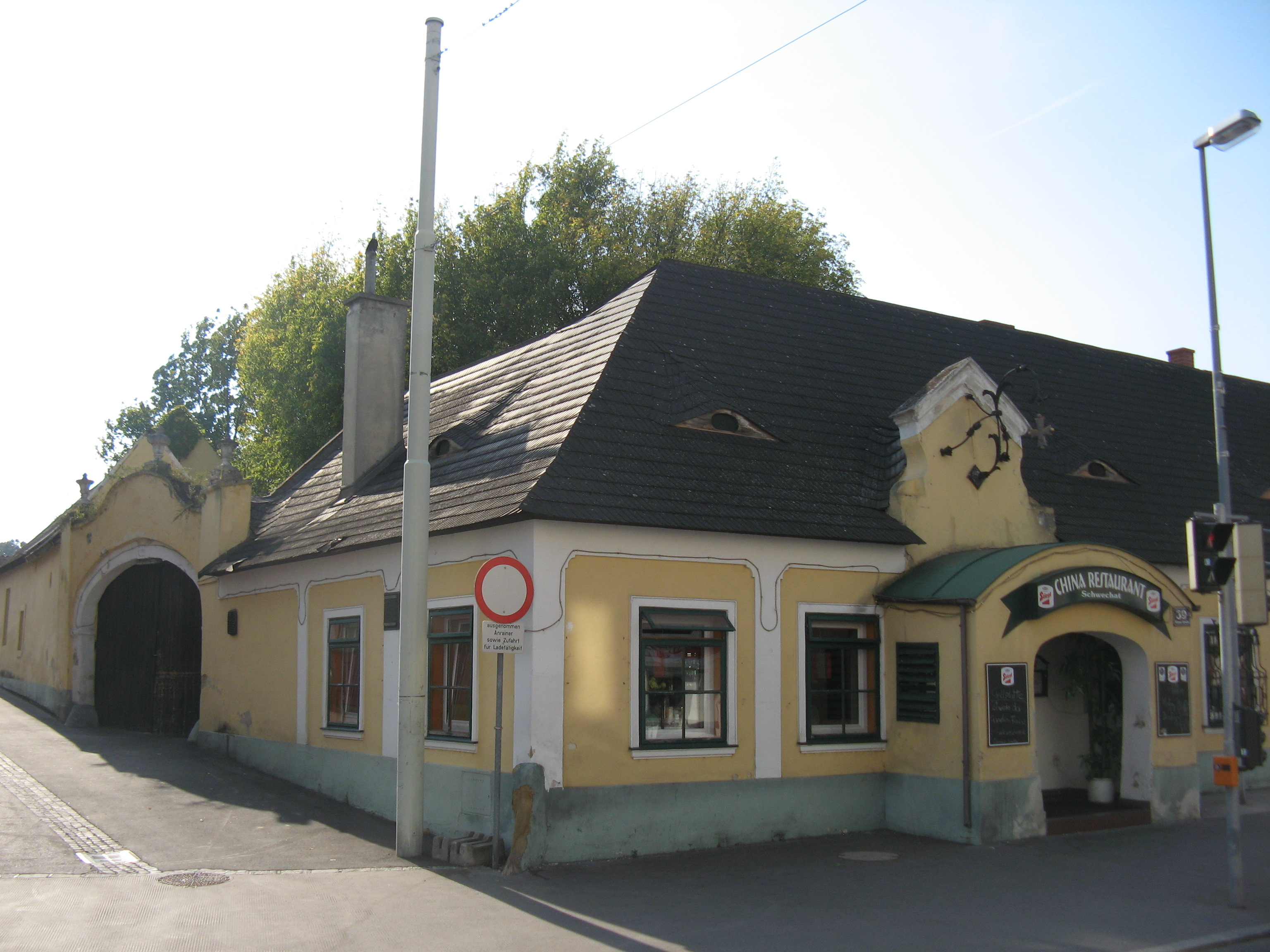
Gasthof Zum goldenen Kreuz

### Nr. 39 Gasthof Zum goldenen Kreuz
Der Gasthof besteht aus einer eingeschoßigen U-förmigen Anlage aus der 2. Hälfte des 18. Jahrhunderts, die über einem älteren Bau errichtet wurde. Der Straßentrakt besitzt einen mittigen Giebel, spätbarocke Fensterkörbe und ein schmiedeeisernes Hauszeichen. Ums Eck in der Kranichgasse befindet sich ein schräg gestelltes Korbbogenportal mit geschwungener Bekrönung und Vasen, das mit 1773 datiert ist. Dieses Haus besitzt noch am meisten den dörflichen Charakter, durch den die Verbauung an der Wiener Straße ursprünglich geprägt war.

### Nr. 49 Wohnhaus
Das strenghistoristische Eckhaus mit seiner zwölfachsigen Fassade und der zentrierten Mittelachse wurde um 1870–1880 errichtet.

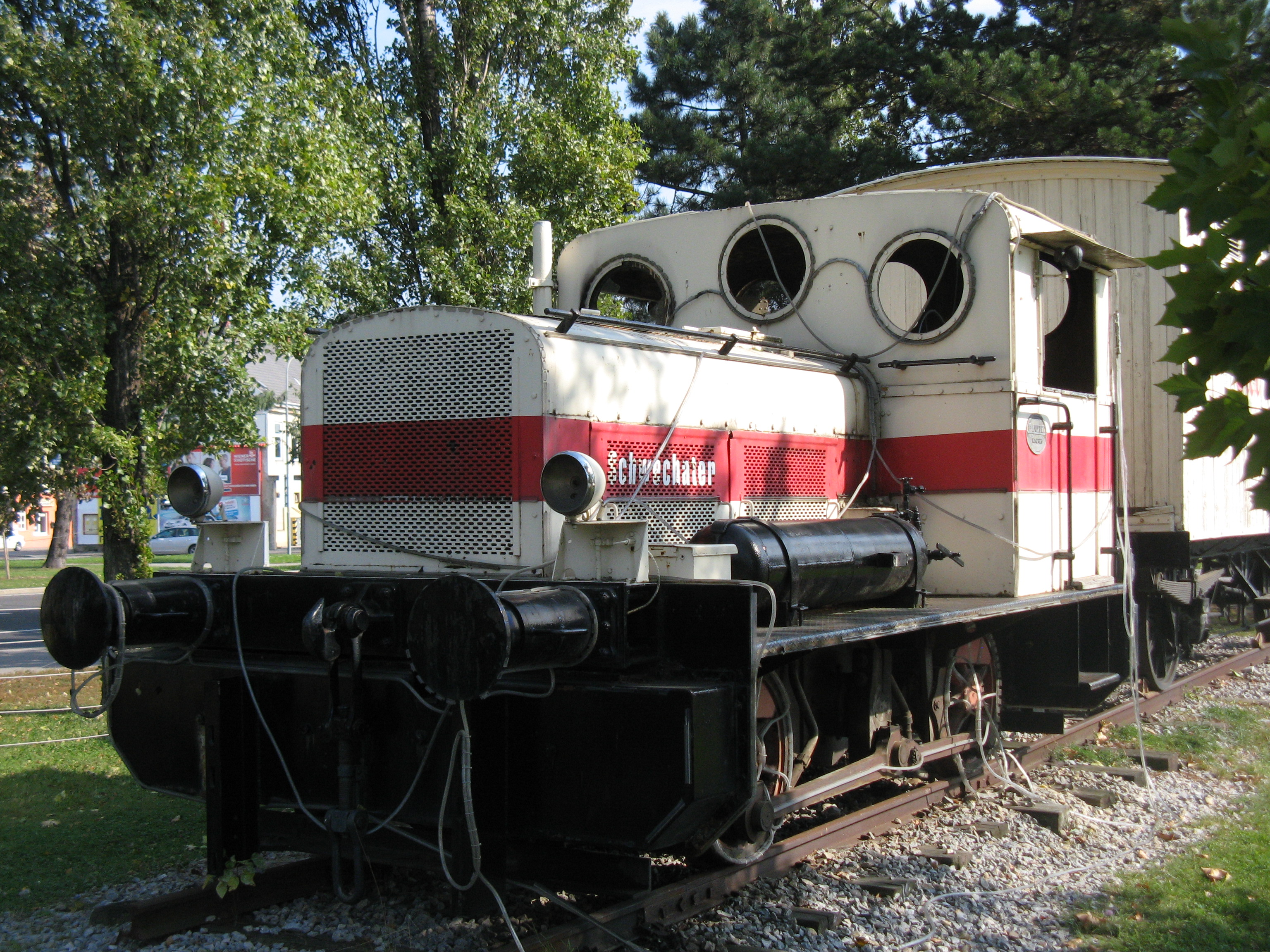
Historische Lokomotive der Brauerei Schwechat vor dem Brauereimuseum

### Zwangsarbeiter-Denkmal
Nach der großen Kreuzung mit Dreherstraße und Mautner-Markhof-Straße steht, von Wien kommend an der Einfahrt nach Schwechat, in einer Grünanlage ein großformatiges Denkmal für die Zwangsarbeiter, die während des Zweiten Weltkrieges in Schwechat arbeiten mussten.
An der linken Straßenseite folgt an der Adresse Mautner-Markhof-Straße 13 das Gelände der Brauerei Schwechat mit einem Bierrestaurant und dem Brauereimuseum, vor dem eine historische Lokomotive der Brauerei mit Anhänger steht.